# Gotta Get a Grip/England Lost
(Mick Jagger, intervista del 27/07/2017)
Gotta Get a Grip/England Lost è un singolo del 2017 del frontman dei Rolling Stones Mick Jagger. 
Il singolo è stato scritto nell'aprile del 2017 ed è uscito a luglio dello stesso anno, accompagnato dai due videoclip. In England Lost il protagonista è l'attore gallese Luke Evans. L'autore, con questo doppio brano, esprime il suo malcontento per il governo inglese post-brexit e sugli scandali politici e terroristici del mondo.
È stata pubblicata una versione alternativa del singolo, chiamata "Reimagined" che contiene un featuring con il rapper britannico Skepta nella canzone England Lost e quattro remix di Gotta Get a Grip.

## Tracce

### CD e vinile 12"
Testi e musiche di Mick Jagger.
1. Gotta Get a Grip – 4:05
2. England Lost – 5:18

### Versione "Reimagined"
1. England Lost (feat. Skepta) – 4:31
2. Gotta Get a Grip (Seeb remix) – 4:05
3. Gotta Get a Grip (Kevin Parker remix) – 4:13
4. Gotta Get a Grip (Alok remix) – 2:55
5. Gotta Get a Grip (Matt Clifford remix) – 4:34